# Klemm Kl 25

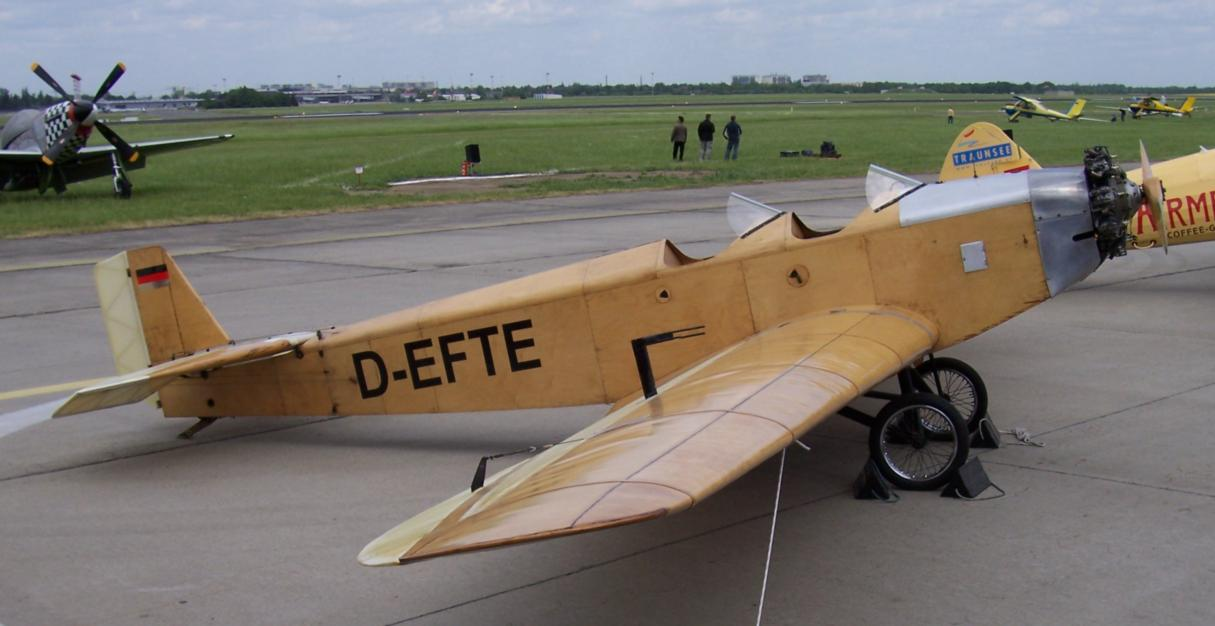
Klemm L 25 tại ILA 2006

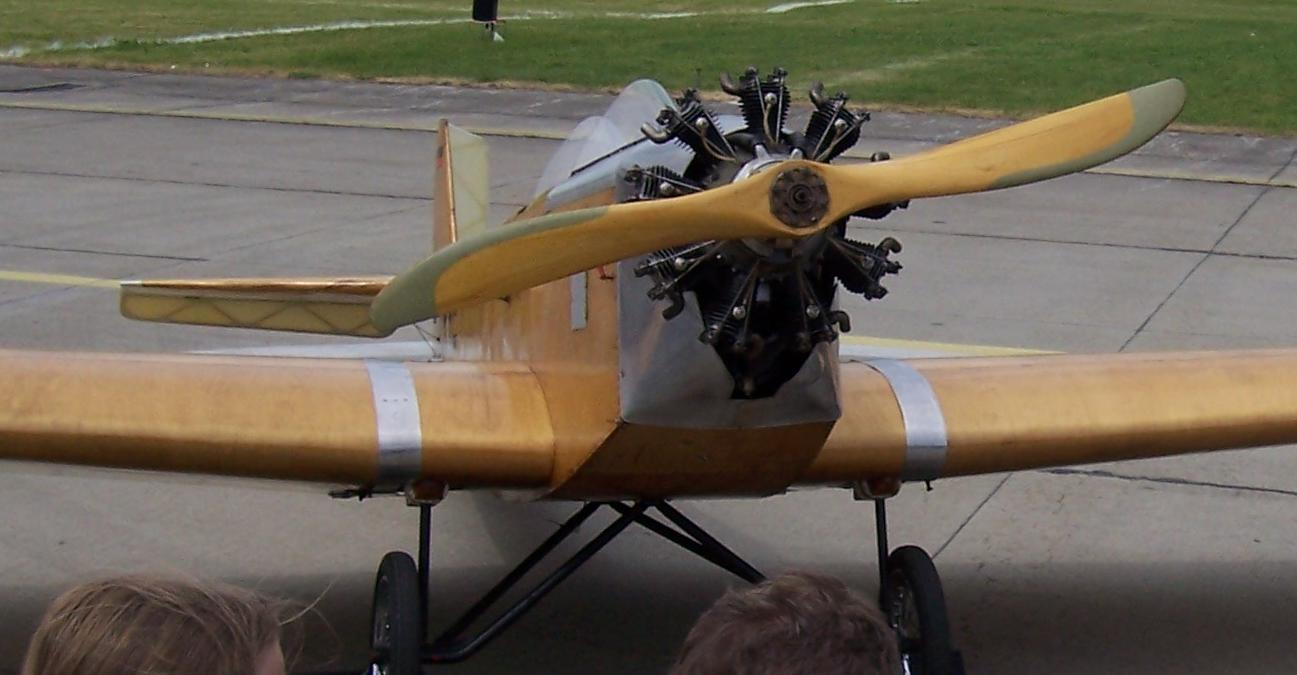
Nhìn phía trước

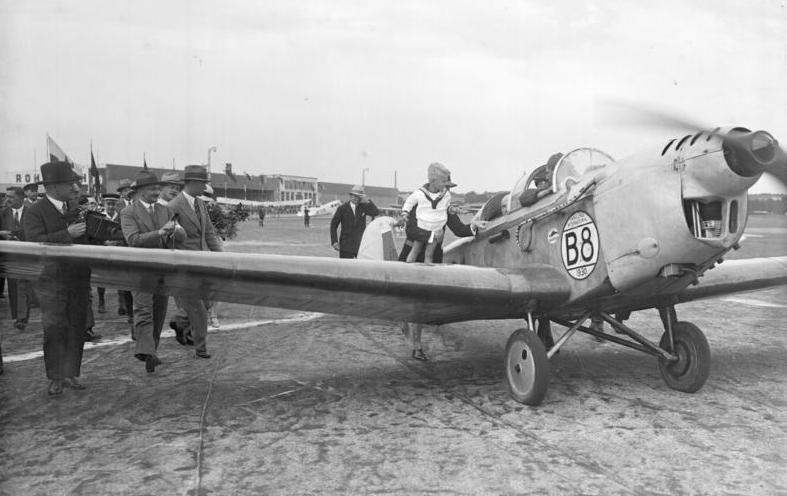
L 25E

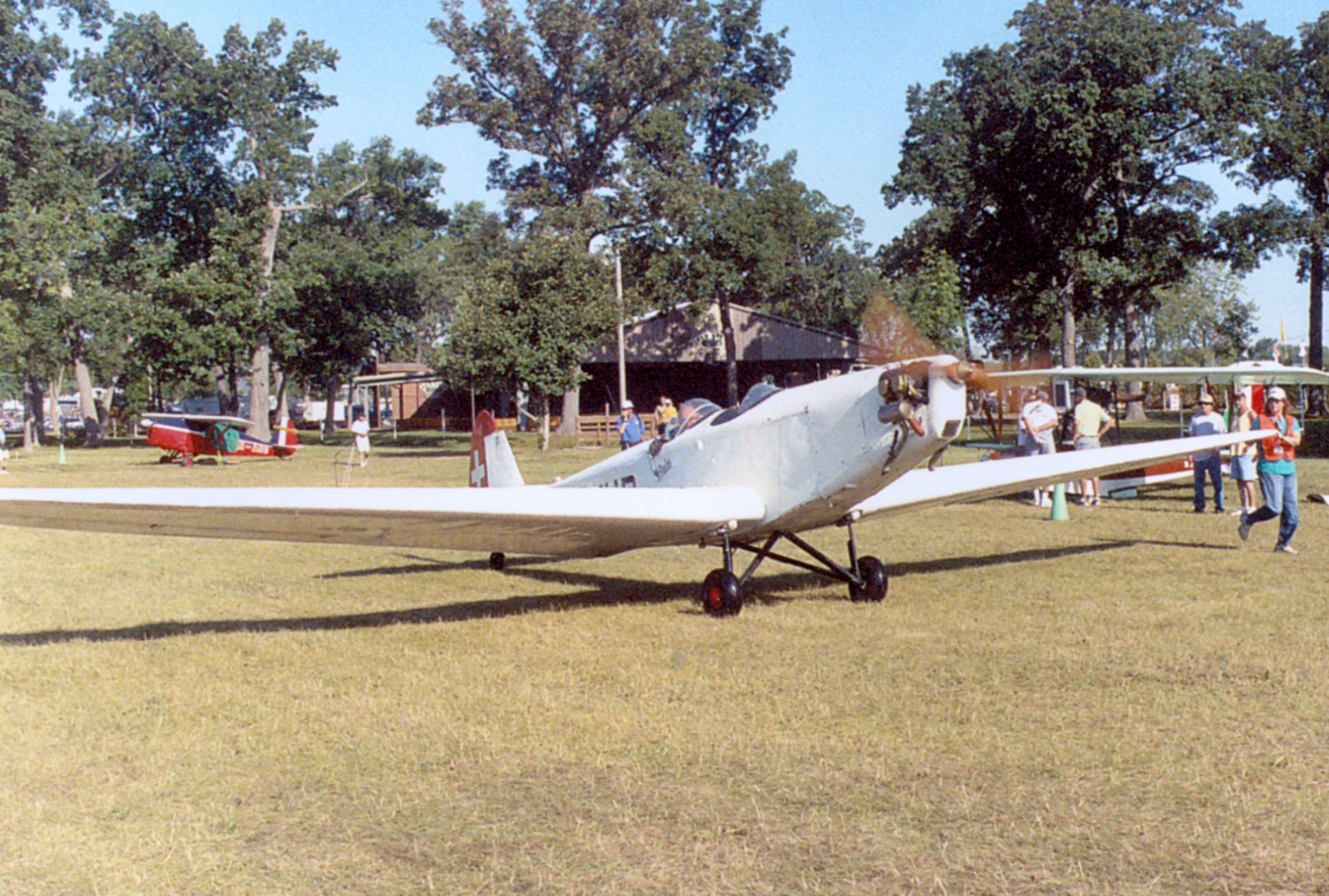
L25-DII năm 1934

Klemm L.25 sau là Klemm Kl 25 là một loại máy bay huấn luyện, thể thao thành công của Đức, được phát triển vào năm 1928. Hơn 600 chiếc đã được chế tạo, sản xuất theo giấy phép được bán cho Anh và Hoa Kỳ.

## Biến thể
Đức
L 25 a:
L 25 I, Ia và IW:
L 25 b:
L 25 b VII:
L 25 d II:
L 25 d VII:
L 25 IVa:
L 25E hay Ve:
VL 25 Va:
 Anh Quốc
British Klemm Aeroplane Company B.K. Swallow
British Aircraft Manufacturing Co. B.A. Swallow II
 Hoa Kỳ
Aeromarine-Klemm AKL-25
Aeromarine-Klemm AKL-26
Aeromarine-Klemm AKL-27
Aeromarine-Klemm AKL-60
Aeromarine-Klemm AKL-70
Aeromarine-Klemm Model 70 Trainer

## Quốc gia sử dụng
Bolivia
- Không quân Bolivia

 Hungary
- Không quân Hoàng gia Hungary

 Perú
- Không quân Peru

 România
- Không quân Hoàng gia Romani

 South Africa
- Không quân Nam Phi

## Tính năng kỹ chiến thuật (L 25 d VII R)
Đặc điểm tổng quát
- Kíp lái: 2
- Chiều dài: 7,5 m (24 ft 7 in)
- Sải cánh: 13 m (42 ft 8 in)
- Chiều cao: 2,05 m (6 ft 9 in)
- Diện tích cánh: 20 m² (215 ft²)
- Trọng lượng rỗng: 420 kg (926 lbs)
- Trọng lượng cất cánh tối đa: 720 kg (1.587 lbs)

 Hiệu suất bay 
- Vận tốc cực đại: 160 km/h (99 mph, 86 kts)
- Tầm bay: 650 km (404 mi.)
- Trần bay: 4.800 m (15.748 ft)